# 1. Fußball-Club Köln 01/07 1963-1964
Questa voce raccoglie le informazioni riguardanti il 1. Fußball-Club Köln 01/07 nelle competizioni ufficiali della stagione 1963-1964.

## Stagione
Nella stagione 1963-1964 il Colonia, allenato da Georg Knöpfle, concluse il campionato di Bundesliga al 1º posto. In Coppa di Germania il Colonia fu eliminato ai quarti di finale dal Hertha Berlino. In Coppa delle Fiere il Colonia fu eliminato in semifinale dal Valencia.

## Rosa
| N. |                     | Ruolo | Calciatore          |
| -- | ------------------- | ----- | ------------------- |
|    | Germania (bandiera) | P     | Fritz Ewert         |
|    | Germania (bandiera) | P     | Anton Schumacher    |
|    | Germania (bandiera) | D     | Mathias Hemmersbach |
|    | Germania (bandiera) | D     | Fritz Pott          |
|    | Germania (bandiera) | D     | Anton Regh          |
|    | Germania (bandiera) | D     | Jürgen Rumor        |
|    | Germania (bandiera) | D     | Georg Stollenwerk   |
|    | Germania (bandiera) | D     | Wolfgang Weber      |
|    | Germania (bandiera) | D     | Leo Wilden          |

| N. |                     | Ruolo | Calciatore         |
| -- | ------------------- | ----- | ------------------ |
|    | Germania (bandiera) | C     | Helmut Benthaus    |
|    | Germania (bandiera) | C     | Wolfgang Overath   |
|    | Germania (bandiera) | C     | Hans Schäfer       |
|    | Germania (bandiera) | C     | Hans Sturm         |
|    | Germania (bandiera) | A     | Heinz Hornig       |
|    | Germania (bandiera) | A     | Christian Müller   |
|    | Germania (bandiera) | A     | Karl-Heinz Ripkens |
|    | Germania (bandiera) | A     | Karl-Heinz Thielen |

## Organigramma societario
Area tecnica
- Allenatore: Georg Knöpfle
- Allenatore in seconda:
- Preparatore dei portieri:
- Preparatori atletici:

## Calciomercato

### Sessione estiva
| Acquisti | Acquisti | Acquisti | Acquisti |
| R.       | Nome     | da       | Modalità |
| -------- | -------- | -------- | -------- |

| Cessioni | Cessioni                | Cessioni          | Cessioni |
| R.       | Nome                    | a                 | Modalità |
| -------- | ----------------------- | ----------------- | -------- |
| C        | Ernst-Günter Habig      | Viktoria Colonia  |          |
| D        | Karl-Heinz Schnellinger | Mantova           |          |
| A        | Georg Tripp             | Kickers Offenbach |          |

## Risultati

### Bundesliga

#### Girone di andata
| Arbitro: | Kreitlein |

|  |           |                        |
|  | Marcatori | 22’ Overath 43’ Müller |

| Arbitro: | Treichel |

|                                       |           |  |
| Overath 10’ Sturm 16’, 77’ Hornig 68’ | Marcatori |  |

| Arbitro: | Lutz |

|                        |           |                                          |
| Auernhammer 55’ (rig.) | Marcatori | 48’ Overath 66’ (rig.) Sturm 77’ Schäfer |

| Arbitro: | Schörnich |

|                     |           |                        |
| Hornig 1’ Sturm 68’ | Marcatori | 5’ Gerhardt 32’ Libuda |

| Arbitro: | Kandlbinder |

|  |           |                          |
|  | Marcatori | 2’, 86’ Müller 71’ Sturm |

| Arbitro: | Deuschel |

|                                  |           |                                      |
| Schäfer 66’, 77’ Müller 74’, 79’ | Marcatori | 19’ Klöckner 59’ Meyer 84’ Zebrowski |

| Arbitro: | Fritz |

|                          |           |            |
| Huberts 20’ Trimhold 33’ | Marcatori | 41’ Müller |

| Arbitro: | Weyland |

|                                          |           |  |
| Drewes 22’ (aut.) Overath 80’ Müller 90’ | Marcatori |  |

| Arbitro: | Baumgärtel |

|                            |           |                                       |
| Overath 8’, 88’ Müller 68’ | Marcatori | 30’ Krämer 32’ Walenciak 80’ Versteeg |

| Arbitro: | Tschenscher |

|         |           |             |
| Moll 2’ | Marcatori | 45’ Thielen |

| Arbitro: | Kandlbinder |

|                                  |           |            |
| Thielen 24’, 74’ Müller 52’, 55’ | Marcatori | 18’ Dörfel |

| Arbitro: | Lutz |

|                   |           |                     |
| Albrecht 12’, 32’ | Marcatori | 4’ Sturm 67’ Müller |

| Arbitro: | Ott |

|                   |           |                            |
| Konietzka 7’, 14’ | Marcatori | 23’, 33’ Sturm 36’ Schäfer |

| Arbitro: | Treichel |

|                                 |           |           |
| Thielen 33’, 49’, 62’, 67’, 73’ | Marcatori | 69’ Meier |

| Arbitro: | Mathieu |

|  |           |            |
|  | Marcatori | 70’ Hornig |

#### Girone di ritorno
| Arbitro: | Handwerker |

|            |           |                               |
| Müller 14’ | Marcatori | 27’, 32’ Schönwälder 38’ Meng |

| Arbitro: | Fritz |

|                       |           |                       |
| Metzger 76’ Saida 89’ | Marcatori | 9’ Müller 82’ Schäfer |

| Arbitro: | Zimmermann |

|                              |           |                  |
| Sturm 35’ (rig.) Schäfer 64’ | Marcatori | 14’, 57’ Kohlars |

| Arbitro: | Jacobi |

|                            |           |                                    |
| Koslowski 49’ Gerhardt 79’ | Marcatori | 28’ Overath 30’ Müller 73’ Schäfer |

| Arbitro: | Reil |

|                                    |           |                    |
| Müller 17’ Schäfer 38’ Thielen 84’ | Marcatori | 50’ (aut.) Schäfer |

| Arbitro: | Kreitlein |

|                   |           |          |
| Schütz 45’ (rig.) | Marcatori | 68’ Pott |

| Arbitro: | Lutz |

|              |           |             |
| Benthaus 12’ | Marcatori | 81’ Huberts |

| Arbitro: | Schulenburg |

|  |           |                  |
|  | Marcatori | 29’, 36’ Thielen |

| Arbitro: | Sparing |

|                             |           |                     |
| Krämer 3’ Nolden 17’ (rig.) | Marcatori | 61’ Sturm 67’ Weber |

| Arbitro: | Riegg |

|                                         |           |            |
| Overath 28’ Thielen 60’, 62’ Hornig 79’ | Marcatori | 58’ Hosung |

| Arbitro: | Fritz |

|                  |           |           |
| Kreuz 41’ (rig.) | Marcatori | 83’ Weber |

| Arbitro: | Gusenburger |

|                                                  |           |  |
| Schäfer 18’, 47’ Sturm 22’ Weber 82’ Thielen 88’ | Marcatori |  |

| Arbitro: | Tschenscher |

|                                                  |           |                        |
| Sturm 44’ Thielen 61’, 70’ Hornig 63’ Wilden 86’ | Marcatori | 22’ Schmidt 64’ Brungs |

| Arbitro: | Jacobi |

|                                   |           |                                         |
| Prins 17’ Richter 23’ Wrenger 58’ | Marcatori | 10’ Hornig 27’ (rig.) Sturm 36’ Schäfer |

| Arbitro: | Zimmermann |

|                        |           |           |
| Schäfer 55’ Hornig 84’ | Marcatori | 4’ Höller |

### Coppa di Germania
| Arbitro: | Sturm |

|                                        |           |                          |
| Schäfer 9’ Thielen 61’ Hemmersbach 96’ | Marcatori | 44’ Billmann 78’ Morlock |

| Arbitro: | Rodenhausen |

|                             |           |  |
| Hornig 98’ Weber 105’, 117’ | Marcatori |  |

| Arbitro: | Handwerker |

|                                           |           |                  |
| Altendorff 49’, 58’ Steinert 61’ Rühl 63’ | Marcatori | 22’, 66’ Schäfer |

### Coppa delle Fiere
| Arbitro: | Schwinte |

|                                        |           |              |
| Sturm 21’ (rig.), 63’ (rig.) Weber 55’ | Marcatori | 53’ Delmulle |

| Arbitro: | Carswell |

|            |           |             |
| de Vos 57’ | Marcatori | 55’ Overath |

| Arbitro: | Horn |

|                                        |           |                  |
| Müller 28’ Hornig 35’ Sturm 44’ (rig.) | Marcatori | 81’, 86’ Pearson |

| Arbitro: | Syme |

|           |           |                         |
| Layne 16’ | Marcatori | 59’ Thielen 66’ Overath |

| Arbitro: | Basar |

|                                   |           |             |
| Schütz 8’, 48’ (rig.) Sormani 19’ | Marcatori | 75’ Thielen |

| Arbitro: | van Leeuwen |

|                                       |           |  |
| Benthaus 45’ Pott 67’ Müller 85’, 90’ | Marcatori |  |

| Arbitro: | Roomer |

|                                  |           |             |
| Waldo 15’, 68’ Ficha 59’ Gil 65’ | Marcatori | 82’ Schäfer |

| Arbitro: | Taylor |

|                         |           |  |
| Benthaus 27’ Müller 37’ | Marcatori |  |

## Statistiche

### Statistiche di squadra
| Competizione      | Punti | In casa | In casa | In casa | In casa | In casa | In casa | In trasferta | In trasferta | In trasferta | In trasferta | In trasferta | In trasferta | Totale | Totale | Totale | Totale | Totale | Totale | DR  |
| Competizione      | Punti | G       | V       | N       | P       | Gf      | Gs      | G            | V            | N            | P            | Gf           | Gs           | G      | V      | N      | P      | Gf     | Gs     | DR  |
| ----------------- | ----- | ------- | ------- | ------- | ------- | ------- | ------- | ------------ | ------------ | ------------ | ------------ | ------------ | ------------ | ------ | ------ | ------ | ------ | ------ | ------ | --- |
| Bundesliga        | 45    | 15      | 10      | 4       | 1       | 48      | 21      | 15           | 7            | 7            | 1            | 30           | 19           | 30     | 17     | 11     | 2      | 78     | 40     | +38 |
| Coppa di Germania | -     | 2       | 2       | 0       | 0       | 6       | 2       | 1            | 0            | 0            | 1            | 2            | 4            | 3      | 2      | 0      | 1      | 8      | 6      | +2  |
| Coppa delle Fiere | -     | 4       | 4       | 0       | 0       | 12      | 3       | 4            | 1            | 1            | 2            | 5            | 9            | 8      | 5      | 1      | 2      | 17     | 12     | +5  |
| Totale            | 45    | 21      | 16      | 4       | 1       | 66      | 26      | 20           | 8            | 8            | 4            | 37           | 32           | 41     | 24     | 12     | 5      | 103    | 58     | +45 |

### Andamento in campionato
| Giornata  | 1 | 2 | 3 | 4 | 5 | 6 | 7 | 8 | 9 | 10 | 11 | 12 | 13 | 14 | 15 | 16 | 17 | 18 | 19 | 20 | 21 | 22 | 23 | 24 | 25 | 26 | 27 | 28 | 29 | 30 |
| --------- | - | - | - | - | - | - | - | - | - | -- | -- | -- | -- | -- | -- | -- | -- | -- | -- | -- | -- | -- | -- | -- | -- | -- | -- | -- | -- | -- |
| Luogo     | T | C | T | C | T | C | T | C | C | T  | C  | T  | T  | C  | T  | C  | T  | C  | T  | C  | T  | C  | T  | T  | C  | T  | C  | C  | T  | C  |
| Risultato | V | V | V | N | V | V | P | V | N | N  | V  | N  | V  | V  | V  | P  | N  | N  | V  | V  | N  | N  | V  | N  | V  | N  | V  | V  | N  | V  |
| Posizione | 1 | 1 | 1 | 2 | 1 | 1 | 1 | 1 | 1 | 1  | 1  | 1  | 1  | 1  | 1  | 1  | 1  | 1  | 1  | 1  | 1  | 1  | 1  | 1  | 1  | 1  | 1  | 1  | 1  | 1  |

Legenda:

Luogo: C = Casa; T = Trasferta. Risultato: V = Vittoria; N = Pareggio; P = Sconfitta.

### Statistiche dei giocatori
| Giocatore      | Bundesliga | Bundesliga | Bundesliga  | Bundesliga | Coppa di Germania | Coppa di Germania | Coppa di Germania | Coppa di Germania | Coppa delle Fiere | Coppa delle Fiere | Coppa delle Fiere | Coppa delle Fiere | Totale   | Totale | Totale      | Totale     |
| Giocatore      | Presenze   | Reti       | Ammonizioni | Espulsioni | Presenze          | Reti              | Ammonizioni       | Espulsioni        | Presenze          | Reti              | Ammonizioni       | Espulsioni        | Presenze | Reti   | Ammonizioni | Espulsioni |
| -------------- | ---------- | ---------- | ----------- | ---------- | ----------------- | ----------------- | ----------------- | ----------------- | ----------------- | ----------------- | ----------------- | ----------------- | -------- | ------ | ----------- | ---------- |
| H. Benthaus    | 27         | 1          | 0           | 0          | 3                 | 0                 | 0                 | 0                 | 8                 | 2                 | 0                 | 0                 | 38       | 3      | 0           | 0          |
| F. Ewert       | 26         | 0          | 0           | 0          | 2                 | 0                 | 0                 | 0                 | 2                 | 0                 | 0                 | 0                 | 30       | 0      | 0           | 0          |
| M. Hemmersbach | 17         | 0          | 0           | 0          | 3                 | 1                 | 0                 | 0                 | 6                 | 0                 | 0                 | 0                 | 26       | 1      | 0           | 0          |
| H. Hornig      | 24         | 7          | 0           | 0          | 3                 | 1                 | 0                 | 0                 | 5                 | 1                 | 0                 | 0                 | 32       | 9      | 0           | 0          |
| C. Müller      | 22         | 15         | 0           | 1          | 1                 | 0                 | 0                 | 0                 | 6                 | 4                 | 0                 | 0                 | 29       | 19     | 0           | 1          |
| W. Overath     | 30         | 8          | 0           | 0          | 2                 | 0                 | 0                 | 0                 | 6                 | 2                 | 0                 | 0                 | 38       | 10     | 0           | 0          |
| F. Pott        | 27         | 1          | 0           | 0          | 3                 | 0                 | 0                 | 0                 | 4                 | 1                 | 0                 | 0                 | 34       | 2      | 0           | 0          |
| A. Regh        | 29         | 0          | 0           | 0          | 3                 | 0                 | 0                 | 0                 | 8                 | 0                 | 0                 | 0                 | 40       | 0      | 0           | 0          |
| K. Ripkens     | 1          | 0          | 0           | 0          | 0                 | 0                 | 0                 | 0                 | 2                 | 0                 | 0                 | 0                 | 3        | 0      | 0           | 0          |
| J. Rumor       | 0          | 0          | 0           | 0          | 1                 | 0                 | 0                 | 0                 | 1                 | 0                 | 0                 | 0                 | 2        | 0      | 0           | 0          |
| A. Schumacher  | 4          | 0          | 0           | 0          | 1                 | 0                 | 0                 | 0                 | 6                 | 0                 | 0                 | 0                 | 11       | 0      | 0           | 0          |
| H. Schäfer     | 22         | 12         | 0           | 0          | 2                 | 3                 | 0                 | 0                 | 7                 | 1                 | 0                 | 0                 | 31       | 16     | 0           | 0          |
| G. Stollenwerk | 0          | 0          | 0           | 0          | 0                 | 0                 | 0                 | 0                 | 2                 | 0                 | 0                 | 0                 | 2        | 0      | 0           | 0          |
| H. Sturm       | 30         | 13         | 0           | 0          | 3                 | 0                 | 0                 | 0                 | 8                 | 3                 | 0                 | 0                 | 41       | 16     | 0           | 0          |
| K. Thielen     | 25         | 16         | 0           | 0          | 2                 | 1                 | 0                 | 0                 | 6                 | 2                 | 0                 | 0                 | 33       | 19     | 0           | 0          |
| W. Weber       | 17         | 3          | 0           | 0          | 2                 | 2                 | 0                 | 0                 | 5                 | 1                 | 0                 | 0                 | 24       | 6      | 0           | 0          |
| L. Wilden      | 29         | 1          | 0           | 0          | 2                 | 0                 | 0                 | 0                 | 6                 | 0                 | 0                 | 0                 | 37       | 1      | 0           | 0          |